# Широм отворених очију
Широм отворених очију (хебр. Einayim Pkuhot) је израелска драма из 2009. године, приказана у европским биоскопима под називом „Eyes Wide Open“.
Премијера филма била је 20. маја, на Канском фестивалу, а први пут је приказан у Израелу тек 3. септембра. Ова драма, која је редитељски деби Хаима Табакмана, била је у конкуренцији за награду „Известан поглед“ на Канском фестивалу.

## Кратак садржај
Аарон ужива велик углед у ортодоксној Јерусалимској четврти где живи. Потиче из старе и поштене породице, отац је четворо деце и власник месаре, у којој и сам ради. Након што му једини радник умре, Аарон даје оглас за посао, на који се веома брзо јавља Езри, деветнаестогодишњи студент јешиве. Езри моли да привремено станује у соби изнад радње, што му шеф и његова жена Ривка врло радо дозвољавају, охрабрујући његов избор школе као и његов таленат за цртање. Једног дана Езри позива Аарона на ритуално купање у извору изван града, и пребацује му да превише времена проводи у радњи. Њихово пријатељство се тада учвршћује, па убрзо прелази и у љубавну везу. Ривка примећује да њен муж често остаје до касно у продавници и да све мање пажње посвећује деци и њој, али не зна шта је узрок томе. У крају почињу оговарања да је Ааронов радник „нечист“, што кулминира штампањем прогласа о скаредним радњама у месари и разбијањем излога. Аарон је разапет између љубави према породици и Богу и снажним осећањима према Езрију. Када га посете рабин и националистички настројени студенти, који му по други пут прете смрћу, он одлучује да замоли љубавника да оде. Езри је повређен, али и свестан невоље у коју је увукао газду и његову породицу, па одлази из Јерусалима. Филм се завршава тако што Аарон улази у извор изнад града у коме су се пре купали, али не излази из њега.

## Улоге
| Глумац           | Улога        |
| ---------------- | ------------ |
| Ран Данкер       | Езри         |
| Зохар Штраус     | Аарон        |
| Тинкербел        | Ривка        |
| Ева Зрихен-Атали | Сара         |
| Мати Атлас       | Ефраим       |
| Ави Грајиник     | Израел Фишер |